# Libnotes veitchiana
Libnotes veitchiana är en tvåvingeart som beskrevs av Edwards 1924. Libnotes veitchiana ingår i släktet Libnotes och familjen småharkrankar.
Artens utbredningsområde är Fiji. Inga underarter finns listade i Catalogue of Life.